# Grad Ostrovica
Grad Ostrovica (nemško Burg Hochosterwitz) spada med najslikovitejše gradove v Avstriji. Nahaja se v bližini naselja Sankt Georgen am Längsee pri Šentvidu ob Glini (nemško St. Veit an der Glan) na Avstrijskem Koroškem. Stoji na 160 m visoki osameli apnenčasti skalni vzpetini (681 mnm), ki se dviguje nad dolino. V jasnem vremenu je grad viden že z razdalje 30 ali več kilometrov. Leta 1994 je bil grad predlagan za vpis na Unescov seznam svetovne dediščine. Značilnost gradu je 14 obrambnih vrat s petimi dvižnimi mostovi nad »volčjimi jamami«, ki so služili zaščiti pred turškimi vpadi. V arhitekturni podobi, kakršna je od 16. stoletja do današnjih dni, sovražniki gradu nikoli niso osvojili.
Izredna strateška lega, ki opazovalcu z gradu omogoča popoln nadzor nad dolino, ponuja tudi razgled na številne gore: Beljaške, Breške in Krške Alpe, na Štalensko goro (nemško Magdalensberg), Šenturško goro (nemško Ulrichsberg), Osojščico (nemško Gerlitzen) in druge. V smislu cestnih povezav se grad nahaja približno 18 km severno od Celovca oziroma 7 km vzhodno od Šentvida ob Glini. Grad je za turistične oglede odprt vsako leto od velike noči do konca meseca oktobra. Nanj se je mogoče pripeljati z vzpenjačo, ali pa prehoditi 620 m dolgo pot skozi 14 obrambnih vrat. Tretja pot, ki vodi po strmem pobočju, imenovana »pot norcev« (Narrensteig), je zaradi nevarnosti za javnost zaprta.

## Ime
Grad je poimenovan po vzpetini, katere ime je v najstarejšem znanem srednjeveškem zapisu navedeno kot  Astarvizza (tedaj zapisano kot Astarvissa). Nekateri viri navajajo, da je ime vzpetine in gradu slovenskega izvora (vzpetina z ostrim vrhom: Ostrovica, Ojstrica).  Koren te besede pa bi lahko izhajal tudi iz keltskega izraza »tarviss«, ki se je nanašal na Ture (avstrijsko gorovje) in na tamkajšnje prebivalce, »Tavriske«. Zato nekateri zgodovinarji sklepajo, da se je v rimski dobi vzpetina imenovala Arx Taurisca, utrdba Turčanov, iz tega imena pa naj bi se postopoma tvorile besede Astarvizza, Ostervizza, Osterwitz oziroma slovensko Ostrovica. Glede na to, da je bila dežela Koroška (takratna Karantanija) v 9. stoletju, ko je bilo prvič dokumentirano ime Astarvizza, že popolnoma slavizirana in se latinska imena na njenem področju praktično niso več uporabljala, pa je slovenski izvor imena veliko verjetnejši; ta razlaga je med avstrijskimi zgodovinarji večinsko sprejeta.

## Zgodovina
Arheološke najdbe pričajo, da je bila vzpetina naseljena že v mlajši kameni, bronasti in železni dobi (ostanki halštatske in latenske kulture). Arheologi domnevajo, da je v času, preden je ozemlje Ostrovice pripadlo rimski provinci Norik, na vzpetini stalo keltsko svetišče ilirsko-keltskega božanstva Bellinus. (Krščansko vero so tedanji prebivalci prevzemali v 4. stoletju, v 6. stoletju pa so prihajajoči poganski Slovani to vero za krajši čas zatrli.)  

### Ostroviški točaji
Najstarejši ohranjeni pisni dokument, ki omenja Ostrovico, je listina Ludvika Nemškega iz leta 860. V tem dokumentu kralj podarja več nepremičnin salzburški škofiji, med drugim dvorec pri Ostrovici (ad Austaruizza). V 11. stoletju je na vzpetini stala utrdba, ki jo je salzburški nadškof Gebhard v zahvalo za podporo v času investiturnega boja kot fevd poklonil spanheimskim grofom. Začetnik novega rodu z vzdevkom »von Osterwitz« je bil Ceizolf Spanheimski. Utrdbo in pripadajoča posestva je spanheimska veja »von Osterwitz« dedovala do leta 1476. Koroški vojvoda Bernard Spanheimski (1176 ali 1181–1256) je ostroviškim gospodom podelil naziv točaji (kar je v tedanjem času predstavljalo zelo ugleden plemiški oz. dvorni položaj). Prvi ostroviški točaj je bil Hermann von Osterwitz. V njegovem času naj bi ostroviško utrdbo obiskal tudi najpomembnejši nemški trubadur, Walther von der Vogelweide. Sicer je bila kot grad (»castrum«) Ostrovica prvič pisno omenjena v seznamu fevdov škofije Krka (nemško Gurk) okrog leta 1200. Prvotno grajsko poslopje je obsegalo današnje notranje dvorišče z bivalnimi prostori in kapelo, štirioglati vhodni stolp v grad ter obrambna »Stara vrata«, ki so kasneje postala četrta po vrsti in bila poimenovana »Angelska vrata«. Na grad sta vodili dve poti, poleg poti skozi obrambna vrata še nevarna, izpostavljena »potka norcev«. Ob pogostih turških vpadih so se na Ostrovico zatekali okoliški prebivalci, vojaška posadka pa se je skupaj z njimi borila proti sovražnikom. Dve leti zatem, ko je bil leta 1476 v odprtem boju na polju zaradi turške premoči zajet Georg von Osterwitz (kasneje je umrl v turškem zaporu), je zadnji ostroviški točaj Janž, ki ni imel potomcev, dedne posesti kot fevd vrnil cesarju Frideriku III. (30. maja 1478).

### Rodbina Khevenhüller
S koncem obdobja viteštva in zaradi začetka uporabe strelnega orožja se je za Ostrovico pričelo novo obdobje. Cesar Maksimilijan I. je močno poškodovani grad 5. oktobra 1509 zastavil krškemu škofu Matthäusu Langu von Wellenburgu, ki je začel s prenovo, po njegovi smrti pa je njegovo delo nadaljeval Krištof Khevenhüller († 1557). Sin Johann je po njegovi smrti prevzel zastavno pravico in ob vznožju vzpetine postavil gospodarska poslopja. Johannov bratranec Jurij Khevenhüller je kot deželni glavar in tajni svetnik nadvojvode Karla od tega 18. marca 1571 grad tudi kupil. Jurij Khevenhüller († 1587) je porabil ogromna lastna finančna sredstva, da je grad dogradil in utrdil, postavil vrsto obrambnih vrat in mu dal podobo, kakršno ima še danes. Njegova skrb in ljubezen do gradu je razvidna iz njegove oporoke iz leta 1576, vklesane v marmorno ploščo, ki je vzidana v steno grajskega dvorišča. Na njej piše:
»Pod zaščito najboljšega in največjega, enega in troedinega boga je Jurij Khevenhüller von Aichelberg, potomec Sigmunda, Augustusa in Johannesa, baron Landskronski in Wernberški, dedni gospod v Hochosterwitzu (na Ostrovici), glavni konjušnik cesarjev Ferdinanda I., Maksimilijana II., Rudolfa II., svetnik nadvojvode Karla, tajni sekretar in komornik istega, glavni dvornik, deželni glavar Koroške in stotnik Pazinske grofije, v korist države zgradil ta grad na lastne stroške, ga obdal z zidovjem, zgradil palisado, okrepil z utrdbami in opremil z orožarno, povišal dohodke ter zase, za svoje sinove in za druge potomce prosil Boga gospoda za varstvo. Ukazal je, da družina nikoli ne sme ostati brez tega gradu, ne s prodajo, ne s podaritvijo, izposojo, spremembo, kot poročno darilo ali zastavo z delitvijo, niti naj na kakršen koli drug način ne poteka zmanjševanje posesti. Želi, da ti, ki jih opominja in prosi, zvesto in pridno izpolnjujejo krščansko vero, si prizadevajo za krepost, ohranjajo zmernost in enotnost med seboj, svoje navade dobro uredijo in tako postanejo srečni.«
Potomci so to željo upoštevali. Za potrebe grajskih prebivalcev sta bila na gradu postavljena dva vodna zbiralnika za meteorno vodo; pozneje je bila za oskrbovanje s hrano zgrajena tudi tovorna žičnica. Cerkev, ki se nahaja na platoju zunanjega dvorišča, je sprejemala tudi vernike iz okoliških naselij. Danes so v gradu muzej z bogato zbirko orožja, zgodovinskih listin in slik ter restavracija.

## Obrambna vrata
Pot na grad varuje 14 obrambnih vrat, ki predstavljajo največjo atrakcijo gradu Ostrovica, v preteklosti pa so pripomogla k njegovi nepremagljivosti. Vrata so bila za tedanji čas tehnološko in arhitektonsko dovršena, osvajalec gradu je bil izpostavljen napadom z vseh strani in bi moral zaporedno osvojiti vrata za vrati. Vsaka so nosila svoje ime. 
1. Vrata praporščakov (Fähnrichtor, 1575) so poimenovana po praporščakih. Dva sta upodobljena na (danes obnovljeni) freski na zunanji strani in nosita zastavi z barvami, ki simbolizirajo Khevenhüllerjevo rodbino in državo. Nad obokom vrat je relief Jezusa z zastavo in jagnjetom. Ob prehodu je bil postavljen top. Sivi kamniti relief na desnem sprednjem vogalu prikazuje doprsje Margarete Maultasch (imenovane tudi Marjeta Krivousta, 1318–1369), tirolske vojvodinje. O njej legenda pravi, da je dolgo oblegala grad in hotela izstradati njegovo posadko, ta pa se je rešila z zvijačo: zaklali so zadnjega vola, ga natlačili s koruzo, vse skupaj vrgli čez obzidje in se pretvarjali, da imajo še ogromne zaloge hrane. Zaradi te zvijače naj bi se sovražna vojska umaknila. Legendo je prvi zapisal srednjeveški kronist Jakob Unrest, za njim pa so jo povzeli številni avtorji, Jakob Grimm, Paul Watzlawick, Lion Feuchtwanger in drugi.
2. Stražarska vrata (Wächtertor, 1577) imajo nad vhodnim portalom napis: »Obvaruj gospod in Bog to hišo zavoljo svojega svetega imena!«. Obrambna vrata so na levi strani tesno stisnjena k skalni steni, nad njimi je majhen plato, s katerega so stražarji na napadalce metali kamnite bloke. V prizidku nad vrati so strelne odprtine, skozi katere se je dalo streljati samo poševno navzdol.
3. Ladijska vrata (Nautor, 1583) so bila zgrajena kasneje kot 2. in 4. vrata. Služila so bolj ali manj kot pregrada pred 4. vrati.
4. Angelska vrata (Engelstor, prenovljena leta 1577, sicer starejša) imajo ugodno strateško lego, saj je desno pod njimi soteska, levo, nad njimi, pa skalni previs vzpetine. Pred vrati je dvižni most. Nad vhodnim lokom je marmorni zaključni kamen z reliefom angela. Portal je podkleten, poleg njega pa je še ploščad, na kateri je bilo vojaško vadbišče in skladišče.
5. Levja vrata (Löwentor, 1577) so dobila ime po sliki leva, ki je krasila vratno krilo. Tudi pred njimi je bil dvižni most, mehanizem zanj pa se je nahajal v prvem nadstropju stražarnice. Četrta vrata so bila po stranski ozki poti, ki je bila vklesana v skalo, neposredno povezana z 2. in 6. vrati. Na zaključnem kamnu je križ, nad njim pa plošča z napisom.
6. Moška vrata (Manntor, 1578) so stražarnica, opremljena z vrati, ki so se odpirala navzven (sovražnik bi jih moral odpreti k sebi). Opremljena je tudi s strelnimi linami, nad vratnim obokom pa s stropno odprtino, skozi katero so lahko branitelji zlivali vrelo olje. V levem delu stražarnice je stal top. Nad vrati je bila reliefna marmorna podoba nadvojvode Karla Avstrijskega, ki je zdaj pomotoma vzidana nad 10. vrati. Danes je nad vratnim lokom le marmorna plošča z napisom, v katerem baron Georg Khevenhüller opeva tega plemiča.
7. Khevenhüllerjeva vrata (Khevenhüllertor, 1582) so poimenovana po graditelju in lastniku gradu Georgu Khevenhüllerju, deželnem glavarju province. Nad vhodom je njegov doprsni relief iz leta 1589, ki je bil namenjen spominu na turški vdor leta 1578. Sprednji del stražarnice zapirajo dvokrilna vrata, zadnjega pa dvižna vrata. V tleh drugega nadstropja so strelne odprtine.
8. Pokrajinska vrata (Landschaftstor, 1570) so stražarnica, postavljena nad sotesko, v tej pa se je nahajal dvižni most, ki se je vrtel okrog svoje osi. Če bi sovražniku uspelo odpreti vhodna vrata, zaradi dvignjenega mostu ne bi mogel nadaljevati poti. Za temi vrati pot zavije navkreber skoraj za 180 stopinj. Ta prostor so lahko s strelnim orožjem nadzirala naslednja tri višje ležeča vrata, ki sicer predstavljajo le oviro za gibanje:
9. Reiserjeva vrata (Reisertor).
10. Orožna vrata (Waffentor) so poleg ovire gibanja namenjena tudi nadzoru nad nižje ležečimi obrambnimi 7. in 8. vrati. Nad vhodom je pomotoma vzidana spominska plošča v počastitev obiska nadvojvode Maksimilijana iz leta 1576 (podoba Karla Avstrijskega), ki bi morala biti nad vrati stražarnice v 6. vratih.
11. Zidna vrata (Mauertor, 1575).
12. Mostna vrata (Brückentor) se nahajajo pred zunanjim grajskim dvoriščem, ki se proti gradu zaključuje z visokim skalnim branikom. Pred vrati je dvižni most.
13. Cerkvena vrata (Kirchentor, 1579) so stražna vrata, ki se na poti do gradu nahajajo med prvim in drugim zunanjim grajskim dvoriščem. Vzporedno z njimi so vrata, ki vodijo k cerkvi. Od cerkvenih vrat, ki se naslanjajo na branik stražnega stolpa, je sicer potekal podzemni hodnik k notranjemu grajskemu dvorišču.
14. Kulmerjeva vrata (Kulmertor, 1575) so zadnja v seriji 14 vrat in so poimenovana po rodbini Kulmer, ki je v 16. stoletju bivala na gradu in ga oskrbovala. Pred njimi je dvižni most. Stropne odprtine dolgega hodnika so omogočale zlivanje goreče smole ali vrelega olja na sovražnika.

### Galerija vrat
- 1. vrata
- 2. vrata
- 3. vrata
- 4. vrata
- 5. vrata
- 6. vrata
- 7. vrata
- 8. vrata
- 9. vrata
- 10. vrata
- 11. vrata
- 12. vrata
- 13. vrata
- 14. vrata

## Ostrovica kot literarni siže pri Urbanu Jarniku
Leta 1824 je z navdušenjem nad Metelkovim novim črkopisom po daljšem ustvarjalnem premoru Urban Jarnik v metelčici napisal epsko pesnitev Ostrovica nepremagana. Po posredovanju Antona Martina Slomška jo je posredoval krogu načrtovanega časopisa Slavinja.
Ostrovica nepremagana je prva znana slovenska zgodovinska pesnitev in predstavlja poskus upodobitve junaškega dogodka v velikem epskem besedilu, kar je bil eden od osrednjih projektov romantične poetike. Osrednji motiv predstavlja ljudsko izročilo, ki je nastalo na podlagi obleganja gradu Ostrovice s strani tirolske grofice Margarete Maultasch (oz. Margarete Krivouste). V ospredju je zgodba o zvijačnosti in modrosti prebivalcev gradu. S to pesnitvijo se je seznanil Prešeren in izpričani so vplivi Ostrovice na njegov prevod Bürgerjeve Lenore.